# Sabriye Cemboluk
Sabriye Cemboluk (geboren 1. Februar 1948 in Istanbul) ist eine türkische Autorin, Dramatikerin und Journalistin.

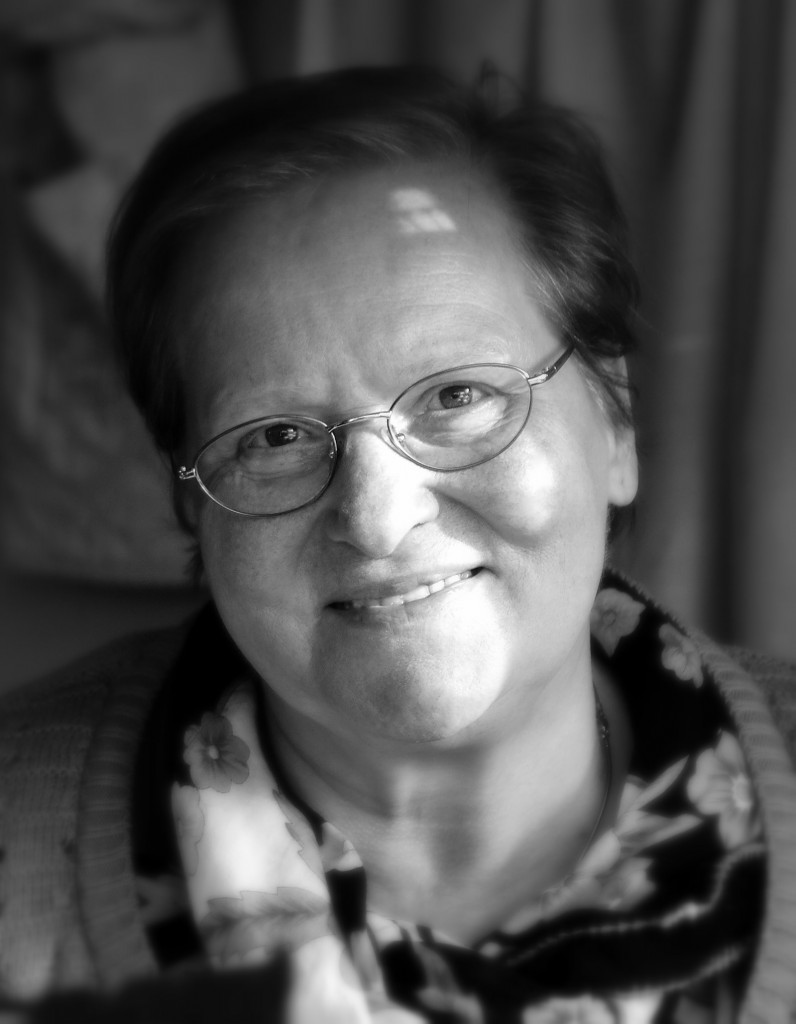

Sie behandelt in ihren Romanen und Geschichten schwerpunktmäßig die Migration. Die in Karlsruhe lebende Autorin war im Jahr 2003 die erste türkische Schriftstellerin in der Anthologie ‘Luftküsse’.

## Leben
Sie wurde am 1. Februar 1948 in Istanbul geboren. Als sie in die vierte Klasse der Grundschule ging, zog sie mit ihrer Familie nach Edirne.  Sie verließ Edirne 1960, um ihre Ausbildung am Gymnasium für das Lehramt in Bolu fortzusetzen.
Ihre erste Geschichte wurde 1963 in der Lokalzeitung Bolu veröffentlicht. Sie schrieb später auch verschiedene Artikel und Geschichten für die gleiche Zeitung. Im gleichen Zeitraum nahm sie an Wettbewerben teil, die von verschiedenen Zeitschriften initiiert wurden, namhafte Zeitschriften wie Varlık Dergisi veröffentlichten ihre Geschichten. Cemboluk gab an, dass sie in ihrer Arbeit auf dem Gebiet des Schreibens und des Journalismus die Schwester ihrer Großmutter mütterlicherseits als Vorbild hatte, Habibe Hanım schrieb vor der Gründung des türkischen Republiks unter einem Pseudoandronym politische Artikel für Zeitungen.
Sie heiratete im Alter von 18 Jahren Erşen Cemboluk, einen Lehrer, und sie bekamen vier Kinder. Sieben Jahre lang lebte Sabriye Cemboluk aufgrund der Lehrpflicht ihres Mannes in mehreren anatolischen Städten wie Siirt, Amasya, Adapazarı. 1975 ging sie mit ihrem Mann in die Schweiz. 1976 zog sie mit ihm nach Deutschland, der als Beamter beim Generalkonsulat Karlsruhe anfing. Sie arbeitete mehr als zwanzig Jahre sowohl als Angestellte als auch als freiberufliche Journalistin. Sie war zwölf Jahre lang Regionalkorrespondentin für die Milliyet-Zeitung und schrieb auch Artikel für verschiedene lokale Zeitschriften und Zeitungen. In der Zeit zwischen 1984 und 2000 erschienen ihre Geschichten in Publikationen wie der Zeitschrift für die Türkische Sprache und Literatur (Türk Dili ve Edebiyatı Dergisi).
1993 veröffentlichte sie ihr erstes Geschichtenbuch mit dem Titel „Kahraman ve Gölgesi“ (Der Held und sein Schatten) auf Türkisch. 1997 wurde eine ihrer Geschichten im Westdeutschen Rundfunk Köln ausgestrahlt. Als erste türkische Schriftstellerin wurde sie in die 2003 in Deutschland erschienene Kurzgeschichten-Anthologie „Luftküsse“ aufgenommen. In ihrer Kurzgeschichte „Nacht in einem fremden Land“ erzählt sie über die Einsamkeit, Entbehrung und Entfremdung als Einwandererin. Eine ihrer Geschichten wurde in das Kurzgeschichtenbuch „Ein Fremder im eigenen Haus“ aufgenommen, das 2006 in drei Sprachen von der Türkischen Hörfunk- und Fernsehanstalt veröffentlicht wurde. Ihr erstes Theaterstück „Hayal Haritasi“ (Die Traumkarte) in türkischer Sprache wurde 2005 und „Kardelenler Kar Altında Kalmasın“ (Die Schneeglöckchen dürfen nicht unter dem Schnee bleiben) 2008 in Deutschland aufgeführt. Das Theaterstück „Çıkmaz Sokak“ (Die Sackgasse), das sie im Rahmen eines sozialen Projekts geschrieben hat, wurde 2015 in der Türkei aufgeführt.
In ihrem 2012 in Deutschland erschienenen ersten Roman „Son Talika“ (Die letzte Kutsche) verarbeitet sie die Lebensgeschichte ihrer eigenen Familie jüdischer Herkunft mütterlicherseits. In dem Werk werden die Ereignisse, die mit dem Zusammenbruch des Osmanischen Reiches am Ende des 19. Jahrhunderts begannen und sich mit der Gründung einer neuen Republik bis 1960 fortsetzten, und deren Auswirkungen auf das Leben der Türken und der Sephardischen Juden Westthrakiens erzählt. Der Roman ist das erste literarische Werk, das das kosmopolitische Leben in der Geschichte von Edirne beschreibt.
Die Autorin hat eine Auswahl ihrer Geschichten, in denen sie emotionale Ereignisse im Zusammenhang mit Ländergrenzen beschrieb, in einem Buch mit dem Titel „Suyun Öte Yakasi“ (Die andere Uferseite) veröffentlicht. Das Buch, das aus 25 Kurzgeschichten besteht, hat seinen Namen von der ersten darin enthaltenen Geschichte.
In dem Roman „Edirne Kirmizisi“ (Das Rot von Edirne), der im 17. Jahrhundert spielt, erzählt die Autorin von den Palastintrigen und der Industriespionage, die im Osmanischen Reich mit der Entdeckung eines rotstichigen Textilfarbstoffs aufkamen, der in der Welt als Rouge d’Adrianopel bekannt ist. Gleichzeitig mit der Veröffentlichung des Romans benannte die Gemeinde Edirne eine Straße in Edirne nach der Autorin.
In ihren Arbeiten erzählt Sabriye Cemboluk viele Details über die Hauptfiguren und die Orte, an denen die Ereignisse stattfinden. Während sie sich in historischen Ereignissen mit den Themen Krieg, Migration, Trennung und Sehnsucht auseinandersetzt, verwendet sie in ihren Figuren autobiografische und biografische Reflexionen aus dem wirklichen Leben.

## Werke

### Romane, Novellen und Erzählungen
- Kahraman ve Gölgesi, (Der Held und sein Schatten) auf Türkisch, 95 s, 1993, Kerem Yayınları
- Son Talika, (Die letzte Kutsche) auf Türkisch, 539 s, 2012, ITL Yayınları, ISBN 978-3-00-048521-3
- Son Talika, (Die letzte Kutsche) auf Türkisch, 698 s, 2016, Ceren Yayıncılık, ISBN 978-605-5553-81-4
- Suyun Öte Yakası, (Die andere Uferseite) auf Türkisch, 287 s, 2018, Ceren Yayıncılık, ISBN 978-605-9490-24-5
- Mordoğan Mor Mehmet, auf Türkisch, 400 s, 2019, Ceren Yayıncılık, ISBN 978-605-9490-15-3
- Edirne Kırmızısı (Das Rot von Edirne) auf Türkisch, 374 s, 2021, Ceren Yayıncılık, ISBN 978-605-9490-89-4
- Kayıp Köy Billoris (Das verlorene Dorf Billoris) auf Türkisch, 260 s, 2022, Ceren Yayıncılık, ISBN 978-625-7563-20-8

### Dramen
- Hayal Haritası (Die Traumkarte) auf Türkisch, 2005
- Kardelenler Kar Altında Kalmasın (Die Schneeglöckchen dürfen nicht unter dem Schnee bleiben) auf Türkisch, 2008
- Çıkmaz Sokak (Die Sackgasse) auf Türkisch, 2014